# Alnashsky (huyện)
Huyện Alnashsky (tiếng Nga: ? райо́н) là một huyện hành chính tự quản (raion), của Udmurtia, Nga. Huyện có diện tích 896 kilômét vuông. Trung tâm của huyện đóng ở Alnashy.